# 1시간 달리기
1시간 달리기는 1시간동안 달린 거리를 겨루는 육상 경기 종목이다. 국제 육상 경기 연맹의 정식 트랙 종목으로 인정되고 있다. 장거리 달리기로 분류된다.
이 달리기는 긴 역사를 가지고 있으며 최초 기록은 17세기 말로 거슬러 올라간다. 1시간 내에 20킬로미터 이상 달린 최초의 선수는 1951년 9월의 에밀 자토페크였다.
남자 세계 기록은 2007년 6월 27일 하일레 게브르셀라시에가 세운 21,285미터이다. 여성의 경우 2008년 6월 12일 디레 튠(Dire Tune)이 세운 18,517미터이다.